# Das Brot
Das Brot – opowiadanie niemieckiego pisarza Wolfganga Borcherta. Powstało w 1946 roku i zostało opublikowane po raz pierwszy 13 listopada 1946 r. w czasopiśmie Hamburger Freien Presse.
Opowiadanie jest typowym przykładem niemieckiej literatury zgliszcz i zawiera motywy odwołujące się do czasu następującego bezpośrednio po zakończeniu II wojny światowej. Na tle panującego niedoboru żywności potajemne spożycie kromki chleba zamaskowane kłamstwem podważa wzajemne zaufanie pary. Das Brot jest jednym z najbardziej znanych opowiadań Wolfganga Borcherta.

## Treść
Pewnej nocy śpiąca kobieta budzi się z powodu hałasu dobiegającego z kuchni i zauważa, że jej męża nie ma w łóżku. Kobieta znajduje męża w kuchni, w której rozsypane okruchy zdradzają, że odkroił on dla siebie kawałek chleba. Mężczyzna jednak nie przyznaje się do tego i twierdzi, że wstał z łóżka z powodu hałasu i chciał sprawdzić, czy wszystko jest w porządku. Kobieta nie chce go zawstydzać, więc nie przyznaje się do tego, że odkryła jego kłamstwo. Małżeństwo z zakłopotaniem rozpoczyna rozmowę. Dyskusja kończy się konkluzją, że hałas musiał pochodzić od rynny. Małżeństwo powraca do łóżka. Zasypiając kobieta słyszy, jak jej mąż potajemnie przeżuwa pokarm. Następnego wieczora kobieta, kierując się współczuciem i wymówką, że nie może już znieść smaku chleba, przekazuje mężowi przysługującą jej kromkę. Początkowo oboje unika kontaktu wzrokowego, ale po pewnej chwili dosiada się do stołu, przy którym siedzi jej mąż.

## Okoliczności powstania utworu
Po powrocie z frontu II wojny światowej i wielokrotnych aresztowaniach z powodu działalności opozycyjnej, Borchert cierpiał na chorobę wątroby, która rozwinęła się z powodu niedoborów żywności i braku odpowiedniej opieki lekarskiej po zakończeniu wojny. Już pod koniec 1945 r. Borchert był obłożnie chory. Na początku 1946 r. Borchert odkrył, że opowiadanie jest sposobem na ekspresję artystyczną. Pozostałe miesiące aż do śmierci 20 listopada 1947 r. wykorzystał na tworzenie ze swego łoża śmierci ponad 50 tekstów w prozie i dramatu Pod drzwiami.
Opowiadanie Das Brot powstało w 1946 roku i zostało po raz pierwszy opublikowane 13 listopada 1946 r. w Hamburger Free Press. Autor nie włączył tej historii do dwóch zbiorów prozy, Die Hundeblume i An diesem Dienstag. Dopiero po jego śmierci, w 1949 r. Bernhard Meyer-Marwitz wydał to opowiadanie wraz z pozostałymi dziełami zmarłego pisarza.

## Interpretacja
Opowiadanie opisuje codzienną sytuację mającą miejsce tuż po zakończeniu II wojny światowej. Skrupulatne przedstawienie tego, co się wydarzyło, jest zgodne z tradycją naturalizmu. Fakt, że główni bohaterowie nie są wymienieni z imienia, a miejsce akcji nie jest dokładnie określone, wskazuje na to, że autor chciał stworzyć utwór o uniwersalnym przesłaniu, który można byłoby odnieść także do innych czasów i innego miejsca. Heinrich Böll, który nazwał Das Brot „opowieścią mistrzowską, krótką i zwięzłą, ani słowa za mało, ani słowa za dużo”, dostrzegł w niej „całą niedolę i całą wielkość człowieka”.

### Styl
Borchert w opowiadaniu posługuje się charakterystycznym dla siebie stylem parataktycznym, znanym również jako styl staccato. Jednosylabowe lub dwusylabowe słowa na początku zdań, w połączeniu z licznymi przerwami stworzonymi przez znaki interpunkcyjne i wyliczenia, nadają opowieści twardy rytm. Środki stylistyczne służą budowaniu napięcia w zwyczajnej, codziennej sytuacji życiowej. Kluczowe terminy, takie jak „Küche”, tj. „kuchnia” i „Brot”, tj. „chleb” (oraz złożenia takie jak „Brotteller”, tj. „talerz z chlebem” czy „Brotkrümel”, tj. „kromka chleba”) są powtarzane kilka razy. Następujący po nich dialog również charakteryzuje się powtórzeniami. Pozornie charakteryzują one taktykę odwracania uwagi mężczyzny, ale jednocześnie pozwalają czytelnikowi wyraźnie wczuć się w napiętą sytuację.
Słownictwo jest bardzo proste, a język lakoniczny. Nie występują wyrazy obcego pochodzenia i terminologia typowa dla czasów powojennych. Przymiotniki są używane oszczędnie („dunkel”, „kalt”, „nackt“) i służą podkreśleniu jałowości scenerii. Ten zabieg stylistyczny z jednej strony uwiarygodnia sytuację i osoby zaangażowane w jej przebieg, z drugiej wskazuje również na możliwość interpretacji tekstu: w szczególności ludzie prości mają zdolność do bezinteresownego kochania, a po katastrofie wzajemne zrozumienie jest potrzebne do nowego początku.
Historia skupia się na działaniu kobiety: zaimek „ona” jest wymieniany 35 razy jako temat, 14 razy anaforycznie, „on” 23 razy. Kobieta jako ucieleśnienie miłości, która poprzez gotowość do poświęceń wskazuje sposób na przezwyciężenie trudnej sytuacji, to częsty motyw w twórczości Borcherta.
Kolejnym środkiem stylistycznym, którym posługuje się autorka, jest ironia. Nie używa ich do piętnowania ludzi, ale do wzbudzania w czytelniku zrozumienia. Jest to szczególnie widoczne w scenie, w której kobieta w końcu zasypia wsłuchawszy się w monotonne przeżuwanie chleba przez mężczyznę.

### Motywy
Historia oparta jest na kilku motywach. Pojęcia „kuchnia”, „talerz” i „chleb” są ze sobą ściśle powiązane. Kuchnia oznacza wspólną przestrzeń życiową i związane z tym bezpieczeństwo, podobnie jak talerz. „Von einem Teller essen”, dosłownie „jeść z jednego talerza” to powszechna metafora wspólnego życia. W przenośni grozi temu nóż, którego mężczyzna używa do nieuprawnionego odcięcia kawałka chleba, zagrażając tym samym więzi z partnerką. Chleb, który może być postrzegany jako symbol walki o własny byt, wywołuje konflikt.
Kolejnym motywem przewodnim jest kontrast między światłem a ciemnością. Jego funkcją jest łączenie pierwszego planu z tłem fabuły. Kobieta budzi się w ciemności i zdaje sobie sprawę, że jest sama. O określonym czasie („halb drei”, tj. „wpół do drugiej”), który oznacza najczarniejszą godzinę nocy, wspomina także inna historia Borcherta (Die Küchenuhr). Z ciemnością kojarzone jest zimno i „zewnętrze”, potencjalnie wrogie otoczenie. W opowieści symbolizuje to wiatr, który służy także jako pretekst do zachowania mężczyzny. O chłodzie mówi się kilka razy, jest symbolem strachu i nieufności. Okno, przez które mężczyzna wygląda, by ukryć swoją niepewność, jest łącznikiem między zewnętrzem a wnętrzem. Ten moment można rozumieć jako punkt zwrotny w historii. Potem małżonkowie znów dzielą łóżko, miejsce, gdzie są razem i są bezpieczni. Światło, powszechna metafora prawdy, jest nie do zniesienia dla dwojga ludzi, zwłaszcza w scenie kuchennej, ponieważ otwarcie ujawnia kłamstwo mężczyzny. W ostatnim zdaniu, kiedy kobieta ponownie siada pod lampą, widać wyraźnie, że problem został rozwiązany.

## Lektura szkolna
Opowiadanie trafiło do niemieckich programów szkolnych już w latach 50. XX wieku, ponieważ z jednej strony bardzo realistycznie odtwarza rzeczywistość społeczną okresu powojennego, z drugiej zaś symbolizuje ponadczasowe wartości.

## Ekranizacje
Utwór został w 1997 r. adaptowany jako 15-minutowy czarno-biały film krótkometrażowy. Scenarzystą i reżyserem był od Wolfganga Küpera. W rolę mężczyzny i kobiety wcielili się Achim Grubel i Adriana Altaras.
Film Nicht vom Brot allein Andreasa Kurza i Roberta Brebera podejmuje próbę nowej interpretacji utworu Borcherta.
W 2008 r. opowiadanie zostało zekranizowane pod tytułem The Bread przez Yasina Demirela i pokazane na festiwalu filmowym w Palm Springs w 2009 roku. Film oparty jest na oryginalnym utworze, ale aktorzy mówią wyłącznie po angielsku..Dwie główne role grają Margarita Broich i Michael Sideris.
Ahmet Taş zekranizował opowiadanie Wolfganga Borcherta z Bruno Ganzem i Angelą Winkler w rolach głównych. Premiera krótkometrażowego filmu Chleb odbyła się 10 sierpnia 2011 r. na Międzynarodowym Festiwalu Filmowym w Rhode Island.